# Pogoniulus atroflavus
Pogoniulus atroflavus là một loài chim trong họ Lybiidae.